# Juri Tanaka
Tanaka Juri (田中樹 Tanaka Juri?)  (15 de junio de 1995 -) es un ídolo y actor japonés perteneciente al grupo masculino de ídolos de Johnny's, "SixTONES".

## Biografía
Origen de su nombre
Su madre deseaba que su siguiente bebé sea niña y había decidido ponerle “Juri”, por el apodo de Genji Sawada, “Julie” de quien ella era fan, y aunque tuvo a un niño, mantuvo el nombre.
Vida personal
Ingresó a Johnny & Associates el 20 de abril de 2008. Cuando estaba en secundaria, su madre envió su currículum, y luego de la audición, se le dijo que vaya al ensayo del concierto de Hey! Say! JUMP, se aprendió la coreografía, participó de este, y cuando lo notó, ya era un Jr.
En las presentaciones de SixTONES, se encarga principalmente del rap y del MC, y tiene un papel similar al de un líder.
Rap
En 2008, participó del concierto de Hey!Say!JUMP como back Jr. A pesar de ser su primera participación, presentó un rap. Todas sus canciones originales de rap que presenta en los conciertos llevan como título nombre de comida china, y presentó por primera vez su canción original “Glyo-za (Gyoza)” en Fuji TV en diciembre de 2017. En marzo de 2018, durante el concierto en solitario de SixTONES de “Johnny’s Jr. Matsuri 2018” realizado en Yokohama Arena, presentó “ Seiron Pow!! (Xiaolongbao)”, la cual contiene muchas rimas. Durante el “Summer Paradise 2018” llevado a cabo durante julio y agosto de 2018 en Tokyo Dome City Hall, presentó “Wakame Suu Fu (Wakame Soup/Sopa de algas)”. En el mismo año, durante el concierto “CHANGE THE ERA -201ix-” llevado a cabo en Yokohama Arena en marzo, en Miyagi Sekisui Heim Super Arena en abril y en Osaka-jō Hall en mayo, presentó “Shintenhan (tortilla de carne de cangrejo sobre arroz)”, un rap hecho solo en japonés, sin embargo, debido a que la canción debía ser registrada, se le dijo que debe colocarle un título adecuado, está registrado como “Swap Meet” y existen dos versiones de títulos para esta canción.

## Filmografía

### Televisión
| Año  | Título                                                                        | Rol                | Cadena Televisiva | Notas         |
| ---- | ----------------------------------------------------------------------------- | ------------------ | ----------------- | ------------- |
| 2007 | Special Express TANAKA 3                                                      | Jirō Tanaka        | TBS               | Episodio 1    |
| 2012 | Ekiben Deka Jinboto Kunosuke                                                  | Kenta Suzuki       | TBS               | Serie regular |
| 2012 | Shiritsu Bakaleya Kōkō                                                        | Satoshi Noguchi    | NTV               | Serie regular |
| 2012 | Sprout                                                                        | Takeshi Ueno       | NTV               | Serie regular |
| 2013 | Shinryouchuu -in the Room-                                                    | Hikaru Katayama    | NTV               | Serie regular |
| 2014 | Kamen Teacher SP                                                              | Eita Kagura        | NTV               | Especial      |
| 2018 | Yo ni mo Kimyou na Monogatari Especial de Otoño ‘18 ~Un atardecer Matemático~ | Issei              | Fuji TV           | Especial      |
| 2019 | Black Kousoku                                                                 | Michirou Matsumoto | NTV               | Serie regular |

### Película
| Año  | Título                               | Rol                 |
| ---- | ------------------------------------ | ------------------- |
| 2012 | Gekijōban Shiritsu Bakaleya Kōkō     | Satoshi Noguchi     |
| 2016 | Vanilla Boy: Tomorrow Is Another Day | Hideo Matsunaga     |
| 2019 | Shōnentachi                          | Informante (N° 482) |
| 2019 | Black Kousoku                        | Michirou Matsumoto  |

## Canciones originales
Canciones de Juri Tanaka registradas en la página oficial de JASRAC:
- SWAP MEET (Letrista: Juri Tanaka, Compositor: DJ-SHU) - Código JASRAC: 244-7688-9